# Confidências e Confusões Masculinas
Confidências e Confusões Masculinas foi um espetáculo teatral encenado nos anos de 2003 e 2004, escrito por Gustavo Reiz e dirigido por Leandro Neri.

## Sinopse
A peça retrata, de forma irreverente, os conflitos vividos por um grupo de adolescentes, desde a primeira transa ao primeiro contato com a morte. Temas como separação de pais, drogas, gravidez inesperada, traição e muitos outros são contados do ponto de vista masculino, o que resulta numa grande comédia.